# Antenor (Bildhauer)

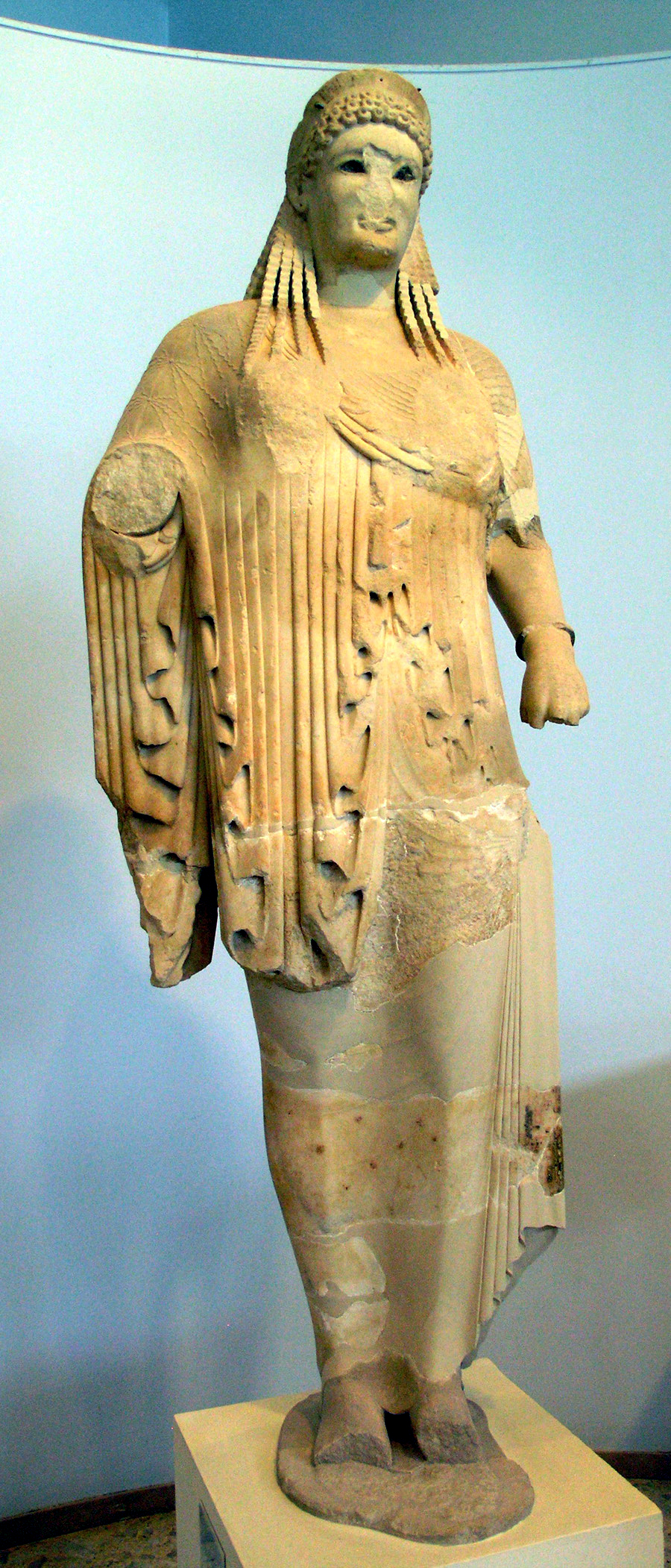
Antenor-Kore

Antenor war ein überwiegend in Athen wirkender Bildhauer der Archaik.
Antenor stammte vermutlich aus einer Künstlerfamilie. Sein Vater hieß Eumares und war möglicherweise Maler. Zumindest überliefert Plinius der Ältere einen Maler Eumarus für diese Epoche, dessen Wirken jedoch in das 7. Jahrhundert v. Chr. zu fallen scheint. Möglicherweise arbeitete sein Vater aber als Bildhauer. Einige Inschriften von der Athener Akropolis lassen sich auf Antenor beziehen. Dennoch ist nicht völlig gesichert, ob …andr[os] auf einer Inschrift Rest des Namens eines Bruders ist. Ein Sohn hieß wohl Dionysermos. Antenor arbeitete in der spätarchaischen Zeit sowohl für die Alkmaioniden als auch nach deren Vertreibung für das neue demokratische System.
Antenor schuf zahlreiche spätarchaische Koren und Kuroi. Besonders bekannt ist die sogenannte Antenor-Kore, die um 530/20 v. Chr. – andere Datierungen gehen nach der Rekonstruktion der Basis-Inschrift davon aus, dass die Statue um das Jahr 510 v. Chr. zur Aufstellung kam – auf der Athener Akropolis im Athena-Tempel aufgestellt wurde und die 480 v. Chr. durch die Zerstörung durch die Perser beschädigt wurde. Dabei wurde die Figur von der Basis getrennt. Die Statue wurde in Fragmenten unter dem Perserschutt aufgefunden wie viele andere statuarische Kunstwerke. Die Basis, welche der Statue zugeordnet wurde, erwähnt in einer Weihinschrift nicht nur den Bildhauer, sondern auch den Stifter Nearchos, den man zumeist mit dem aus dem 2. Viertel des 6. Jahrhunderts v. Chr. bekannten Töpfer Nearchos identifiziert. Diese Statue ist die einzige, die mit einiger Wahrscheinlichkeit Antenor zugewiesen werden kann, viele Forscher sehen in ihr das einzige erhaltene Werk des Künstlers. Sie befindet sich im Akropolis-Museum Athen.
Mehrere Werke werden Antenor, seiner Werkstatt oder seinem Umkreis zugeschrieben, darunter insbesondere die Koren am Ostgiebel des Apollontempels in Delphi, der von den Alkmaioniden gefördert wurde und dessen Ostgiebel den Einzug Apollons in Delphi zeigt. Unklar ist, ob über die Koren hinaus eine Beteiligung Antenors bis hin zur Gesamtkonzeption des Werkes anzunehmen ist. Pierre de La Coste-Messelière und Karl Schefold wiesen ihm auch die Poros-Figuren der Gigantomachie am Westgiebel des Tempels zu. Die Zuweisung der „Theseus-Antiope-Gruppe“ am Ostgiebel des Apollon-Daphnephoros-Tempels in Eretria, heute im Museum von Chalkis, ist unwahrscheinlich. Die Zuordnung der sogenannten Geschwister-Stele im Metropolitan Museum in New York durch Christos Karusos im Jahr 1961 wird in der Forschung einhellig abgelehnt. Ebenso wenig wird eine Zuschreibung des Kroisos-Kouros im Archäologischen Nationalmuseum Athen akzeptiert.
Nach der Vertreibung des Tyrannen Hippias 510 v. Chr. wurden Statuen für die unmittelbar nach dem Anschlag auf Hippias’ Bruder Hipparchos 514 v. Chr. getöteten Attentäter, Harmodios und Aristogeiton, auf der Athener Agora aufgestellt. Diese erste Bronze-Gruppe der Tyrannenmörder des Bildhauers Antenor wurde 480 v. Chr. vom Perserkönig Xerxes bei der zeitweiligen Besetzung Athens nach Susa entführt. Nach der Eroberung des Perserreichs durch Alexander den Großen wurde sie von Alexander oder einem seiner Nachfolger nach Athen zurückgebracht. Kritios und Nesiotes schufen als Ersatz die Gruppe der Tyrannenmörder im Strengen Stil. Diese „Jüngere Tyrannenmörder-Gruppe“ ist durch römische Kopien überliefert. Die „Ältere Tyrannenmörder-Gruppe“ des Antenor hingegen ist verloren, Zuweisungen von Kopien einzelner Teile der Gruppe sind sehr umstritten. Von Antenor als Künstler der älteren Gruppe wissen wir durch den griechischen Reiseschriftsteller Pausanias.

## Belege
1. ↑  Plinius, Naturalis historia 35,56.
2. ↑  Nadia J. Koch: De picturae initiis. Die Anfänge der griechischen Malerei im 7. Jahrhundert v. Chr. (= Studien zur antiken Malerei und Farbgebung. Band 3). Biering & Brinkmann, München 1996, S. 28 f.; ihr folgen Klaus Hallof, Sascha Kansteiner: Antenor. In: Sascha Kansteiner, Lauri Lehmann, Bernd Seidensticker, Klaus Stemmer (Hrsg.): Text und Skulptur. Berühmte Bildhauer und Bronzegiesser der Antike in Wort und Bild. De Gruyter, Berlin / New York 2009, S. 5–7, hier S. 6; anders Werner Müller: Eumares. In: Rainer Vollkommer (Hrsg.): Künstlerlexikon der Antike] Band 1: A–K. K. G. Saur, München/Leipzig 2001, ISBN 3-598-11413-3, S. 225–226.
3. ↑  Konstantin Kissas: Die attischen Statuen- und Stelenbasen archaischer Zeit. Habelt, Bonn 2000, S. 116–117 Kat. B 107, zu Inscriptiones Graecae (IG) I³ 627
4. ↑  Franz Studniczka: Antenor der Sohn des Eumares und die Geschichte der archaischen Malerei. In: Jahrbuch des Kaiserlich Deutschen Archäologischen Instituts. Bd. 2, 1887, S. 135–168, hier: S. 141; zweifelnd beispielsweise: Ernest Arthur Gardner in: Journal of Hellenic Studies. Bd. 10, 1889, S. 278; Guy Dickins: Catalogue of the Acropolis Museum. Band 1: Archaic sculpture. Cambridge University Press, Cambridge 1912, S. 228–232; Humfry Payne, Gerard Mackworth Young: Archaic marble sculpture from the Acropolis. Cresset Press, London 1950, S. 31.
5. ↑  Inscriptiones Graecae (IG) I³ 628.
6. ↑  Inventarnummer 11.185 (Eintrag in der Datenbank des Museums); Bruchstücke in der Antikensammlung Berlin, Inventarnummer Sk 1531 (Eintrag im Gesamtkatalog der Skulpturen).
7. ↑  Pausanias 1,8,5.

| Personendaten    | Personendaten                                      |
| ---------------- | -------------------------------------------------- |
| NAME             | Antenor                                            |
| KURZBESCHREIBUNG | spätarchaischer griechischer Bildhauer             |
| GEBURTSDATUM     | 6. Jahrhundert v. Chr.                             |
| STERBEDATUM      | 6. Jahrhundert v. Chr. oder 5. Jahrhundert v. Chr. |